# Plukenetia
Plukenetia is een geslacht uit de wolfsmelkfamilie (Euphorbiaceae).  Carl Linnaeus vermeldde de naam in zijn Species plantarum uit 1753, maar het is Charles Plumier die de naam eerst had gepubliceerd, in 1703. Plumier noemde het geslacht naar de Britse botanicus Leonard Plukenet, hoewel hij het spelde als Pluknetia.
Deze struiken of halfstruiken komen voor in de (sub)tropische streken van Azië, Afrika (inclusief Zuid-Afrika en Madagaskar) en Amerika.

## Soorten
Volgens de Kew Gardens World Checklist behoren volgende soorten tot dit geslacht:
- Plukenetia africana
- Plukenetia ankaranensis
- Plukenetia brachybotrya
- Plukenetia carabiasiae
- Plukenetia carolis-vegae
- Plukenetia conophora
- Plukenetia corniculata
- Plukenetia decidua
- Plukenetia huayllabambana
- Plukenetia lehmanniana
- Plukenetia loretensis
- Plukenetia madagascariensis
- Plukenetia multiglandulosa
- Plukenetia penninervia
- Plukenetia polyadenia
- Plukenetia procumbens
- Plukenetia serrata
- Plukenetia stipellata
- Plukenetia supraglandulosa
- Plukenetia verrucosa
- Plukenetia volubilis

... · 
Acalypha · 
Adriana · 
Agrostistachys · 
Alchornea · 
Aleurites · 
Anthostema · 
Blachia · 
Chrozophora · 
Cnidosculus · 
Croton · 
Dalechampia · 
Euphorbia (Wolfsmelk) · 
Hevea · 
Hieronyma · 
Hippomane · 
Homalanthus · 
Hura · 
Hylandia · 
Jatropha · 
Mabea · 
Macaranga · 
Mallotus · 
Manihot · 
Mercurialis (Bingelkruid) · 
Plukenetia · 
Ricinus · 
Sebastiania · 
Shirakiopsis · 
Tragia · 
...